# Yun Yat
Dans ce nom, le nom de famille, Yun, précède le nom personnel.
Yun Yat (1934 - 15 juin 1997) était une femme politique cambodgienne, ministre de l'Information et de l'Éducation du Kampuchéa démocratique, le régime mis en place par les Khmers rouges.
Elle est surtout connue pour avoir été la femme de Son Sen, un des dignitaires du Kampuchéa démocratique. Ils furent tous les deux exécutés avec leur famille en 1997, très probablement sur ordre de Pol Pot.

## Biographie
Yun Yat, alias camarade At, est née dans les années 1930.
Enseignante à  l’Institut National de Pédagogie de Phnom Penh, elle y rencontre Son Sen ; ils se marieront à une date indéterminée. En 1965, un an après que son mari ait pris le maquis, Yun Yat le rejoint dans la province de Kampong Cham.
À partir de 1969, elle s’occupe avec l’aide de la Chine, du système médical dans les maquis aux mains de Pol Pot.
Le 9 octobre 1975, le comité permanent du parti communiste du Kampuchéa la charge de l’information, de l’éducation et de la culture dans et hors du pays. En 1977, elle devient ministre de l’Information après l’arrestation de Hu Nim. On lui confie le soin de faire disparaître les religions du pays.
À ce poste elle sera aussi responsable de la radio du Kampuchéa démocratique, responsabilité qu’elle conservera dans les années 1980, quand les émissions seront diffusées depuis Pékin.
En 1979, alors que la capitale est aux mains des troupes vietnamiennes, Yun Yat suit son mari dans sa retraite près de la frontière thaïlandaise où elle passera le reste de sa vie.
Elle est assassinée avec son mari sur ordre de Pol Pot le 15 juin 1997. L’ancien dirigeant khmer rouge pensait que Son Sen négociait sa reddition aux autorités de Phnom Penh et avait de ce fait ordonné sa mise à mort ainsi que celle de toute sa famille. Les 13 membres du clan, y compris femmes et enfants furent exécutés, avant que leurs corps ne soient écrasés par des camions.